# Марково (Челябинская область)
Марково — деревня в Увельском районе Челябинской области России. Входит в состав Хуторского сельского поселения.

## География
Деревня находится в восточной части Челябинской области, в лесостепной зоне, на берегу озера Маркова, на расстоянии примерно 10 километров (по прямой) к востоку от посёлка Увельского, административного центра района. Абсолютная высота — 230 метров над уровнем моря.
Часовой пояс
Деревня Марково, как и вся Челябинская область, находится в часовой зоне МСК+2. Смещение применяемого времени относительно UTC составляет +5:00.

## Население
| 2002 | 2010 |
| ---- | ---- |
| 72   | ↘61  |

Гендерный состав
По данным Всероссийской переписи населения 2010 года в гендерной структуре населения мужчины составляли 50,8 %, женщины — соответственно 49,2 %.
Национальный состав
Согласно результатам переписи 2002 года, в национальной структуре населения русские составляли 95 %.

## Улицы
Уличная сеть деревни состоит из одной улицы (ул. Мира).